# Félix Sánchez Bas
Félix Sánchez Bas (Barcelona, 13 de diciembre de 1975) es un entrenador de futbol español. Actualmente dirige al Al-Sadd de la Qatar Stars League.

## Carrera

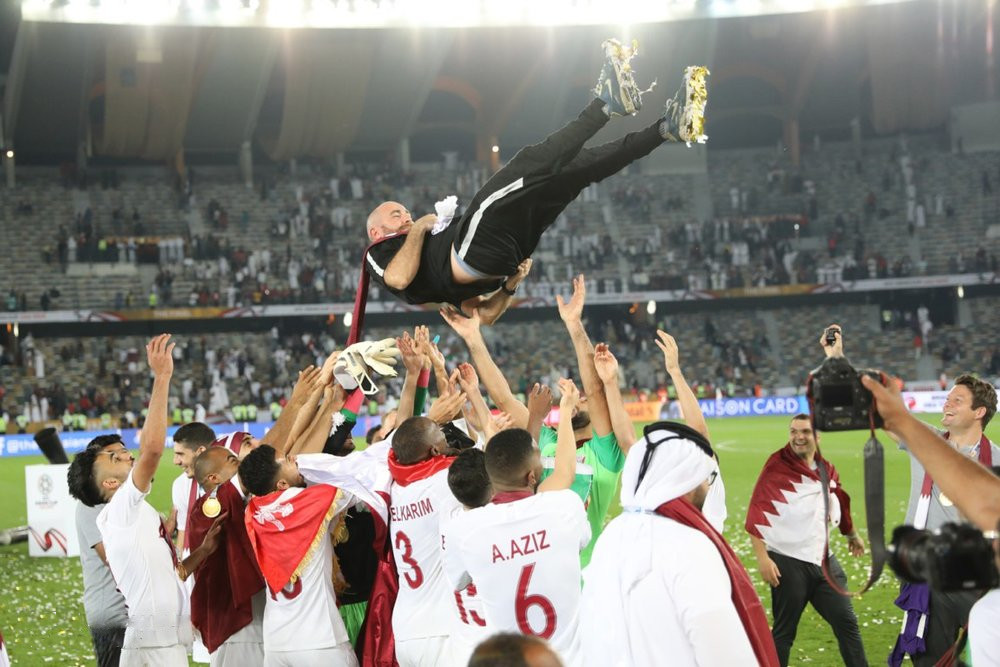
La selección de fútbol de Catar celebrando junto a Sánchez su victoria en la Copa Asiática 2019 en los Emiratos Árabes Unidos.

Se inició como entrenador juvenil del Fútbol Club Barcelona Juvenil A. Sánchez se trasladó a Catar en 2006 y se unió a la Aspire Academy. En 2013 fue nombrado técnico de la selección de fútbol sub-19 de Catar, ganadora el año siguiente del Campeonato Sub-19 de la AFC 2014.
El 3 de julio de 2017, después de una buena participación con las selecciones cataríes sub-20 y sub-23, Sánchez reemplazó a Jorge Fossati al frente de la selección de fútbol de Catar absoluta. Su primera participación de relevancia mundial antes del Mundial 2022 se dio en la Copa América 2019 que se desarrolló en Brasil, esto por la consideración histórica de la larga trayectoria futbolística de los equipos sudamericanos.
A principios de 2019, disputó con la selección catarí la Copa Asiática, consiguiendo proclamarse campeones por primera vez en su historia tras vencer en la final a Japón por 3 a 1. Durante la competición, ganaron todos los partidos disputados, con un balance de diecinueve goles a favor y uno en contra. En mayo de ese año, firmó un nuevo contrato hasta la finalización del Mundial 2022, que fue organizada por Catar. Semanas después, el equipo fue invitado a la Copa América 2019 en Brasil, quedando eliminado en la fase de grupos. En diciembre, en la Copa de Naciones del Golfo, el equipo alcanzó las semifinales.
Catar también fue invitado a la Copa Oro de Concacaf 2021 disputada en los Estados Unidos, donde los anfitriones los eliminaron en las semifinales. Al final del año, su equipo llegó a las semifinales de la inaugural Copa Árabe de la FIFA en casa, y finalmente culminaron en la tercera posición.
En la Copa Mundial de la FIFA 2022, la selección nacional perdió todos sus partidos en el grupo A, para convertirse en la nación anfitriona con peor desempeño en la historia de la competencia. El 30 de diciembre de 2022, la Asociación de Fútbol de Catar informó que no renovaría el contrato del técnico español, poniendo fin a 5 años de relación.
El 11 de marzo de 2023, fue oficializado como nuevo entrenador de la selección de Ecuador.El 5 de julio de 2024, fue relevado de sus funciones luego de la eliminación en la Copa América 2024.
En julio de 2024, asumió al frente del Al-Sadd catarí y firmó un contrato por dos temporadas.

### Participaciones en campeonatos juveniles de la AFC
| Copa                      | Selección                 | Sede     | Resultado     |
| ------------------------- | ------------------------- | -------- | ------------- |
| Campeonato Sub-19 de 2014 | Selección sub-19 de Catar | Birmania | Campeón       |
| Campeonato Sub-23 de 2018 | Selección sub-23 de Catar | China    | Tercer Puesto |

### Participaciones en Copa de Naciones del Golfo
| Copa                            | Selección          | Sede   | Resultado      |
| ------------------------------- | ------------------ | ------ | -------------- |
| Copa de Naciones del Golfo 2017 | Selección de Catar | Kuwait | Fase de grupos |
| Copa de Naciones del Golfo 2019 | Selección de Catar | Catar  | Semifinales    |

### Participaciones en Copa Asiática
| Copa               | Selección          | Sede                   | Resultado |
| ------------------ | ------------------ | ---------------------- | --------- |
| Copa Asiática 2019 | Selección de Catar | Emiratos Árabes Unidos | Campeón   |

### Participaciones en Copa América
| Copa              | Selección            | Sede           | Resultado        |
| ----------------- | -------------------- | -------------- | ---------------- |
| Copa América 2019 | Selección de Catar   | Brasil         | Fase de grupos   |
| Copa América 2024 | Selección de Ecuador | Estados Unidos | Cuartos de final |

### Participaciones en Copa Oro
| Copa          | Selección          | Sede           | Resultado   |
| ------------- | ------------------ | -------------- | ----------- |
| Copa Oro 2021 | Selección de Catar | Estados Unidos | Semifinales |

### Participaciones en Copa de Naciones Árabe
| Copa            | Selección          | Sede  | Resultado    |
| --------------- | ------------------ | ----- | ------------ |
| Copa Árabe 2021 | Selección de Catar | Catar | Tercer Lugar |

### Participaciones en Copas del Mundo
| Copa              | Selección          | Sede  | Resultado      |
| ----------------- | ------------------ | ----- | -------------- |
| Copa Mundial 2022 | Selección de Catar | Catar | Fase de grupos |

## Clubes

### Como entrenador
| Club               | País    | Año           | PJ  | PG  | PE | PP | Efectividad |
| ------------------ | ------- | ------------- | --- | --- | -- | -- | ----------- |
| Selección sub-19   | Catar   | 2013-2015     | 10  | 9   | 1  | 0  | 93.33%      |
| Selección sub-20   | Catar   | 2015-2017     | 12  | 2   | 2  | 8  | 22.23%      |
| Selección sub-23   | Catar   | 2017-2020     | 32  | 10  | 9  | 13 | 40.63%      |
| Selección absoluta | Catar   | 2017-2022     | 89  | 46  | 16 | 27 | 57.68%      |
| Selección absoluta | Ecuador | 2023-2024     | 19  | 10  | 4  | 5  | 59.65%      |
| Al-Sadd            | Catar   | 2024-presente | 39  | 23  | 7  | 9  | 64.95%      |
| Total              | Total   | Total         | 201 | 100 | 39 | 62 | 56.22%      |

## Palmarés

### Copas nacionales
| Título                              | Club       | País  | Año  |
| ----------------------------------- | ---------- | ----- | ---- |
| Liga de fútbol de Catar             | Al-Sadd SC | Catar | 2025 |
| Copa Príncipe de la Corona de Catar | Al-Sadd SC | Catar | 2025 |

### Copas internacionales
| Título                      | Selección                 | Sede                   | Año  |
| --------------------------- | ------------------------- | ---------------------- | ---- |
| Campeonato Sub-19 de la AFC | Selección de Catar sub-19 | Birmania               | 2014 |
| Copa Asiática               | Selección de Catar        | Emiratos Árabes Unidos | 2019 |